# TGM6型柴油机车
TGM6型柴油机车（俄语：ТГМ6）是苏联铁路的调车柴油机车车型之一，由柳季诺沃内燃机车制造厂设计制造，于1966年研制成功。

## 发展历史
1964年，柳季诺沃内燃机车制造厂在TGM3型柴油机车的基础上，开发设计了一种新型调车和工矿用液力传动柴油机车的通用平台，柴油机装车功率等级为1000～1200马力，在相同的车体上可选择采用М756、4Д49或6Д70型柴油机，机车整备重量亦可选择68、74或76吨。这种机车设计用于铁路枢纽和工厂企业的调车作业，亦可用于干线小运转作业，双机重联运用时能够牵引重载货物列车。1966年初，柳季诺沃内燃机车制造厂试制了首批两台采用6Д70型柴油机的原型车，该型机车被定型为TGM5型。同年，工厂并试制了另一种采用4Д49型柴油机的原型车，该型机车被定型为TGM6型。两者除了装用的柴油机和相关配件不同外，其他部分均基本相同。
至1960年代后期，由于Д49型柴油机被苏联交通部选定为未来重点发展的四冲程柴油机机型之一，TGM6型柴油机车因而获批准投入批量生产。从1970年生产的063号机车起，经过改进后的机车被称为TGM6A型，提高了机车运用的可靠性，并自1975年起列为苏联国家优质产品。从1970年至1989年，共生产了2435台TGM6A型柴油机车。1974年，根据苏联有色冶金工业部的要求，在TGM6A-0394号机车上试验安装了无导框式转向架，并将机车整备重量提高到100吨，这种机车被称为TGM6B型。1988年至1990年，柳季诺沃内燃机车制造厂生产了236台经过进一步改进的TGM6V型柴油机车。从1991年起，工厂开始生产TGM6D型机车，应用了许多在TGM4B型机车上的改进和成果，至今已生产超过400台。

## 技术特点
机车采用底架承载结构罩式车体，车体各项载荷全部由底架承担，底架和车体重量通过四点式旁承由两台二轴转向架支承，牵引力和制动力通过心盘传递。车体采用外走廊式罩式结构，司机室位于车体中部，为司机提供良好的嘹望视野。机车走行部为两台二轴转向架，轴箱采用无导框式拉杆定位结构，构架采用铸钢件及钢板焊接结构，一系悬挂由螺旋弹簧、钢板弹簧、均衡梁等组成，转向架轴距为2100毫米，机车全轴距为9300毫米。
机车装用一台由科洛姆纳内燃机车制造厂生产的ЗА-6Д49型柴油机（苏联国家标准GOST型号为8ЧН 26/26），是Д49型柴油机的系列产品之一。该型柴油机为八气缸、四冲程、二级增压带中间冷却的V型中速柴油机，气缸直径为260毫米，活塞行程为260毫米，额定转速为每分钟1000转，装车功率为1200马力，单位燃料消耗量为155克/有效马力·小时。机车冷却系统的风扇采用静液压驱动。
机车传动装置采用液力传动，安装了一台卡卢加机械制造厂生产的УГП-800-1200型标准化液力传动装置。液力传动装置安装于底架之上车体内部，柴油机通过联轴节及变速齿轮箱将功率传递到液力传动箱，再从液力变速箱的工况齿轮输出，以两根万向轴分别传给两台转向架上的车轴齿轮箱，从而驱动轮对。УГП-800-1200型液力传动装置由两个液力变扭器及一个液力偶合器组成，其液力传动机构、工况及回动齿轮机构整合在同一箱体内，变扭器的换档是根据机车运行速度和司机控制器级位进行自动转换。变速齿轮箱的齿轮比为60：22；调车工况的齿轮比为24：73；小运转工况的齿轮比为39：58。
TGM6型柴油机车具有调车和干线小运转两种牵引模式，可根据使用需要通过工况齿轮换档调节。在调车模式时最高速度为40公里/小时，持续速度为5公里/小时，持续牵引力为25000公斤；而在小运转模式时最高速度为80公里/小时，持续速度为15公里/小时，持续牵引力为14000公斤。

## 参看
- TGM3型柴油机车
- TGM5型柴油机车
- TEM2型柴油机车